# Чудесный волшебник страны Оз
«Чудесный волшебник страны Оз» (англ. The Wonderful Wizard of Oz) — американский немой фильм-сказка, в основу которого положены книги Л. Ф. Баума о стране Оз. Имеет частичное сходство с мюзиклом «Волшебник страны Оз».

## Сюжет
Фильм иллюстрирует отдельные сцены из книги Фрэнка Баума «Удивительный волшебник из страны Оз».
«Встреча с волшебным чучелом». Дороти подходит к чучелу и трогает его. Чучело начинает говорить, и Дороти отвязывает его под непрекращающуюся болтовню. Когда она заканчивает свою работу, чучело начинает ходить. Поднявшийся ветер вырывает из его рук саквояж и потом зонтик. Чучело сажает Дороти в стог сена и ставит ослов с двух сторон держать его. В последний момент он отбегает в сторону, чтобы схватить и принести девочке её собаку. Из-за ветра верхушка стога падает на чучело и Дороти.
«Ураган». Сильный ветер уносит стог с Дороти, чучелом и ослами. Повсюду летают банки и другие предметы, ураган разрушает заборы.
«Прибытие в страну Оз». На земле лежит стог, из которого выбираются Дороти и осёл. Чучело, принесённое ветром, падает рядом. Герои отправляются исследовать местность, в которую их забросила судьба. Последним из-под стога выпрыгивает второй осёл, который бросается догонять товарищей.
«Волшебница Момба утверждает свою власть в пределах страны Оз». Во дворце по ковровой дорожке, пританцовывая, проходят пажи. Но вот они останавливаются, расступаются, затем снова смыкаются и идут обратно. Господин что-то обсуждает с женщиной и показывает ей письмо. Господин хочет пнуть даму, но та убегает, и господин падает на пол.
«Хорошая Глинда превращает Тото в настоящего защитника». В то время, как Дороти играет со своим пёсиком по кличке Тото, к ней подкрадывается лев. Из кустов поднимается добрая волшебница Глинда и превращает Тото в добермана. Он нападает на льва, а чучело снуёт рядом, одновременно боясь льва и показывая свою храбрость. Позже лев присоединяется к Дороти.
«Дороти смазывает маслом ржавого Жестяного Дровосека, и тот доказывает ей свою благодарность». Дороти, чучело, два осла, тигр и Тото обнаруживают Жестяного Дровосека, неподвижно стоящего неподалёку от дерева с топором в руке. Его пытаются растормошить, но безуспешно. Наконец Дороти смазывает Жестяного Дровосека маслом, и тот начинает двигаться. Больше всех его боится чучело, перед лицом которого Дровосек не раз взмахнул топором. Дровосек играет на флейте, и все пляшут, а когда начинает плясать Дороти, все расступаются. Жестяной Дровосек присоединяется к ним.
«Наши друзья в первый раз встречают волшебницу Момбу». Дороти с друзьями бегут и вдруг замечают хижину. Из неё выбегают стражники и хватают их, а над стражниками возвышается волшебница Момба.
«Дороти узнаёт, что вода смертельна для Момбы». После того, как Дороти обливает Момбу водой, та вся сморщивается и исчезает. Дороти с друзьями убегает.
«Дороти помогает Изумрудному городу потребовать корону». Дороти с друзьями заходят в Изумрудный город.
«Волшебник свободен. Чучело становится королём». Дороти у волшебника Изумрудного города.
«Волшебник готовится к битве». Дороти просит волшебника вернуть её домой, но тот лишь смеётся над её просьбой.
«Волшебник прощается со страной Оз». Волшебник садится в гондолу и пытается взлететь, однако гондола всё время тянет вниз. Волшебник выбрасывает ненужные вещи, и воздушный шар улетает, оставив Дороти в Изумрудном городе.

## В ролях
- Юджини Бессерер — тётя Эм
- Винифред Гринвуд — колдунья Момби

## Интересные факты
- Не существует единогласного мнения, кто этот фильм поставил и кто в нём снялся. Марк Эван Шварц отмечает, что очень маловероятно, чтобы Отис Тёрнер и Биби Даниелс вместе работали над фильмом, так как они находились в разных уголках страны (Тёрнер — в Чикаго, Дэниелс — в Калифорнии).
- Это вторая экранизация романа Фрэнка Баума. Первая — полнометражная — была снята в 1908 году и называлась «Волшебная фея и радио-пьесы»

## Другие фильмы серии
«Дороти и чучело в стране Оз» (1910) 
«Страна Оз» (1910) 
«Джон Дау и херувим» (1910)